# Balthasar Moretus
Balthasar Moretus (Antwerpen, 1574. július 23. – Antwerpen, 1641. július 8.) németalföldi nyomdász, a Plantin-Moretus kiadó feje, Christoffel Plantin unokája és leghíresebb utóda.
Apja Jan Moretus (1543–1610), aki Plantin lányát, Martinát vette feleségül és rendezte a kiadó anyagi helyzetét.
Az Officina Plantiniana Európa leghíresebb kiadója volt. A 16. századi humanizmus műveltség egyik központja, ahol Justus Lipsius is folytatott tanulmányokat. Balthasar Moretus alatt a kiadóval Rubens is szorosan együttműködött, mint illusztrátor és a család több tagjának a portréját is megfestette.